# Ханковце (Хумење)
Ханковце (слч. Hankovce) насељено је мјесто са административним статусом сеоске општине (слч. obec) у округу Хумење, у Прешовском крају, Словачка Република.

## Становништво
| Година:    | 1994. | 2004.   | 2014.   | 2024.   |
| ---------- | ----- | ------- | ------- | ------- |
| Број људи: | 557   | 567     | 536     | 487     |
| Разлика:   |       | +1,79 % | -5,46 % | -9,14 % |

| Година:    | 2023. | 2024.   |
| ---------- | ----- | ------- |
| Број људи: | 486   | 487     |
| Разлика:   |       | +0,20 % |

Према подацима о броју становника из 2024. године насеље је имало 487 становника.